# Mariä Lichtmeß (Aschau im Chiemgau)

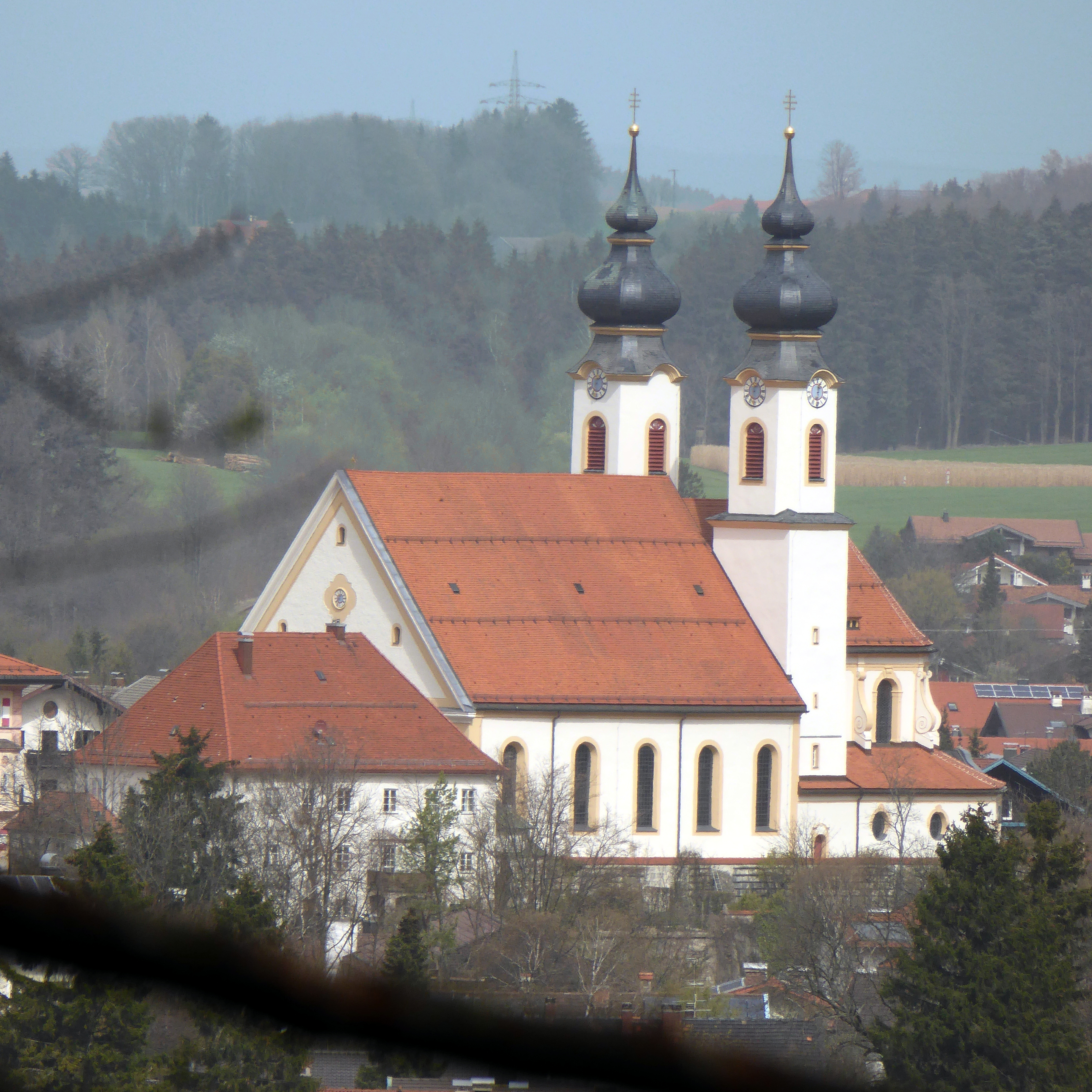
Pfarrkirche Mariä Lichtmess in Aschau

Die Kirche Mariä Lichtmeß in Aschau im Chiemgau ist die römisch-katholische Pfarrkirche der Katholischen Pfarrgemeinde Aschau im Chiemgau im Pfarrverband Oberes Priental, der zum Dekanat Chiemsee in der Region Süd des Erzbistums München-Freising gehört. Das Patrozinium wird gefeiert am 2. Februar, dem Fest der Darstellung des Herrn, das volkstümlich auch Mariä Lichtmess genannt wird.

## Geschichte
Das Gebiet um Hohenaschau war seit 891 im Besitz des Erzstifts Salzburg. Die Geschichte der Kirche Darstellung des Herrn (=Maria Lichtmess) reicht zurück bis ins 12. Jahrhundert. Die Pfarrei wurde aber erst 1680 errichtet; bis dahin war die Kirche Filiale von Prien. Die Kirche wurde ab Mitte des 17. Jahrhunderts barockisiert. Erweitert wurde sie im 18. Jahrhundert durch Hofbaumeister Johann Baptist Gunetzrhainer. Versuche gegen Ende des 19. Jahrhunderts, die Kirche im Stil der Neoromanik zu verändern, scheiterten an fehlenden Mitteln. 1904 wurden dann aber doch Veränderungen vorgenommen, diesmal im Stil des Neobarock nach Plänen von Max Ostenrieder und gestiftet von Theodor von Cramer-Klett. Der Chorraum wurde erweitert, und die Kirche erhielt mit dem Nordturm einen zweiten Turm. Eine weitere Veränderung erfuhr der Chor 1929 durch eine Umgestaltung nach Plänen des Architekten Richard Berndl.

## Baubeschreibung

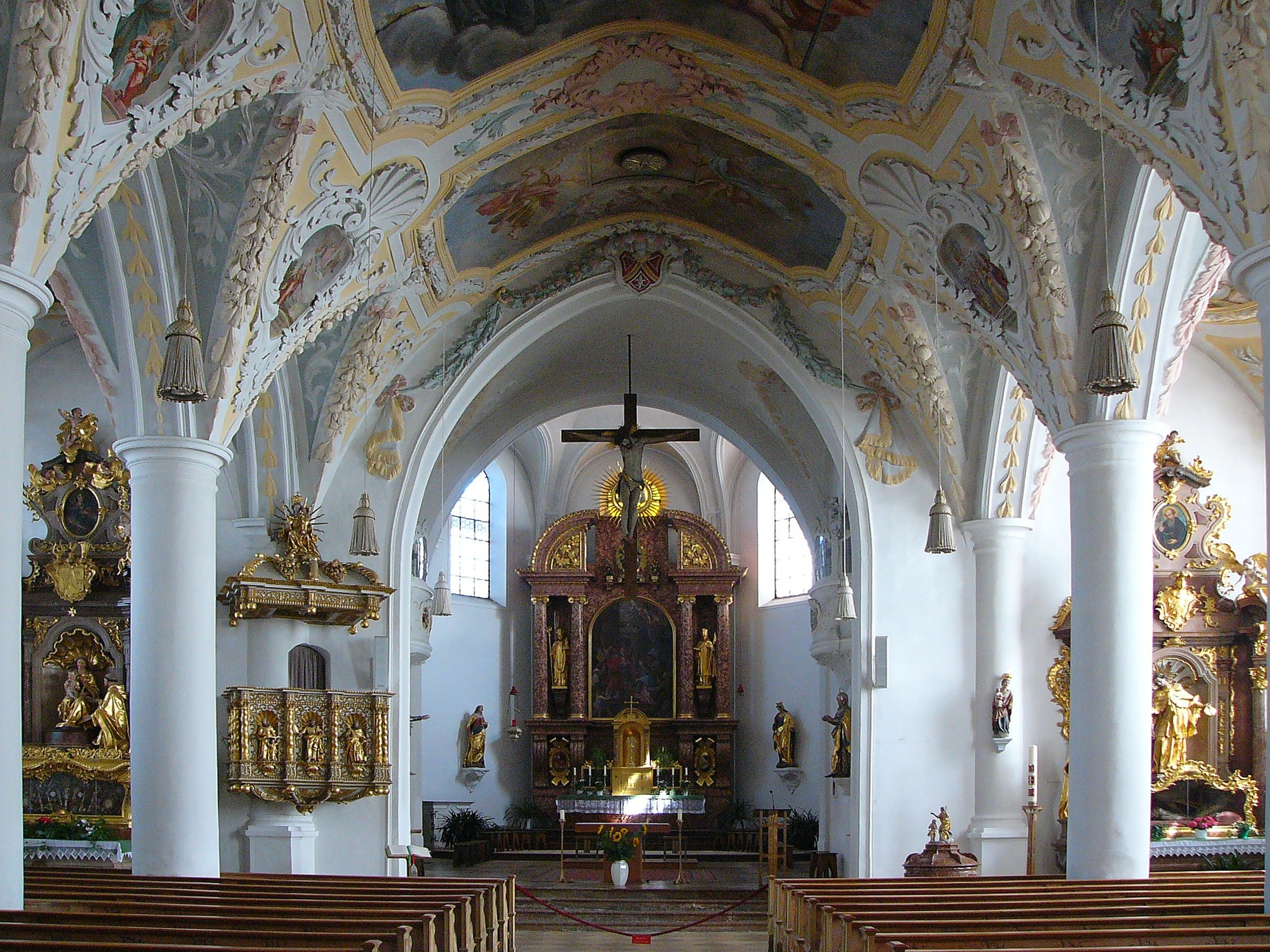
Innenansicht Richtung Altar

Baubeschreibung beim Bayerischen Landesamt für Denkmalpflege:
Katholische Pfarrkirche Mariä Lichtmeß: Im Kern spätgotische Anlage mit romanischen Resten im Südturm, barocker Ausbau 1627, und 1671/75, 1752/53 zu einem Hallenbau durch Johann Baptist Gunetzrhainer umgebaut, Turmobergeschoss 1767–69 nach Plänen von Franz Zaiser, neues Presbyterium und Nordturm 1904 von Max Ostenrieder; mit Ausstattung
Die dreischiffige Hallenkirche besteht aus dem fünfjochigen Langhaus mit Satteldach, dem eingezogenen Chor mit Fünfachtelschluss und den beiden Chorflankentürmen mit doppelter Zwiebelhaube.
Neben dem Chor der Kirche steht eine kleine Rokoko-Kapelle. Die als Friedhofskapelle dienende Kreuzkapelle wurde gegen Ende des 18. Jahrhunderts an Stelle eines vormaligen Beinhauses erbaut.

## Glocken
In beiden Türmen hängen je zwei Eisenhartgussglocken, die alle 1920 von der Gießerei Ulrich & Weule, Apolda gegossen wurden. Sie sind gestimmt auf die Schlagtöne h° – dis′ – fis′ – gis′. Die große h-Glocke wiegt 2200 kg, die kleine gis-Glocke hat einen Durchmesser von 1450 mm.